# Austroarcturus similis
Austroarcturus similis är en kräftdjursart som först beskrevs av Barnard 1925.  Austroarcturus similis ingår i släktet Austroarcturus och familjen Holidoteidae. Inga underarter finns listade i Catalogue of Life.